# ニュートンのゆりかご

動作中のニュートンのゆりかご

ニュートンのゆりかご（英語: Newton's cradle）は、運動量保存則と力学的エネルギー保存の法則の実演のために作られた装置である。名前はアイザック・ニュートンにちなんで名付けられたものである。ニュートンの振り子、衝突球、カチカチ玉、英語では executive ball clicker といった別名がある。

## 構成
基本的な構成は上掲のアニメーションに示されている。同一の大きさのいくつかの金属球が、静止した状態では金属球の間に微小な隙間ができるように、枠に紐で吊るされている。金属球は、1本の紐でVの字を書くように吊られている。このため、全ての金属球は同一平面上を動く。

## 動作
| 衝突前の動き | 衝突後の動き |
| ------------ | ------------ |

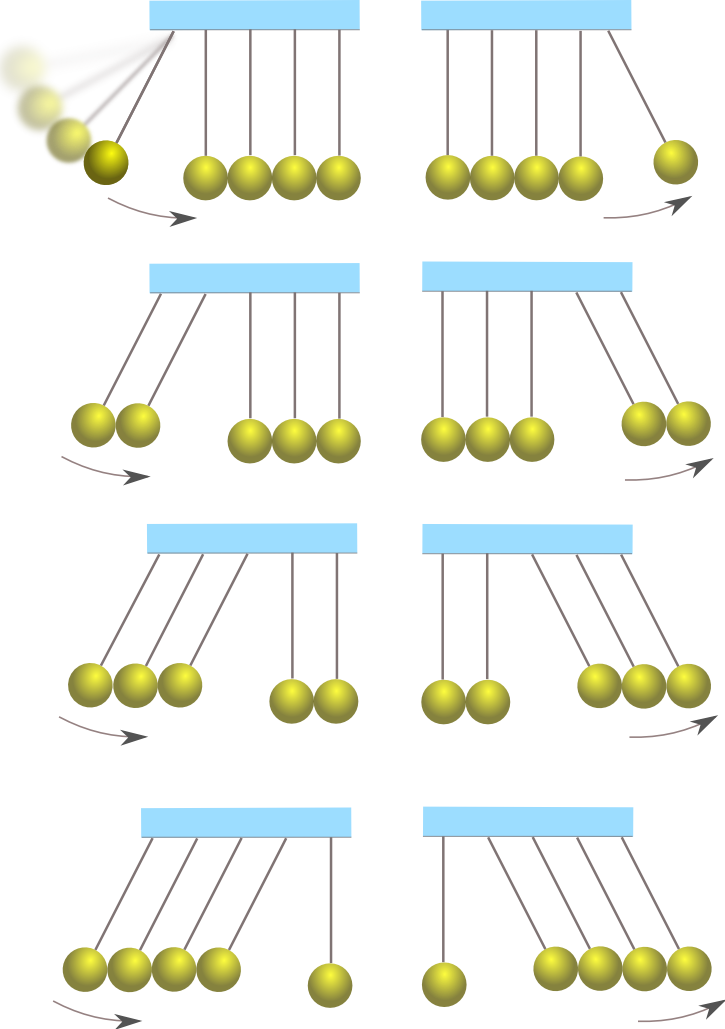
ニュートンのゆりかごの動きの球の数による違い

1つの球を引っぱって離すと、その球は他の静止した球へ向かって衝突して、静止する。この瞬間、金属球がぶつかったのと逆側の球は、最初の金属球と同じ速さで弧を描いて飛んでいく。そして、逆の球が並んだ球に戻ってぶつかると、また同じ現象が起きる。
この動きを最初に見たときには、直感に反しているように思われ、面白く感じるかもしれない。例えば、人の列に後ろから衝突していったときには、列の先頭の人が運動エネルギーを得て飛び出していく、ということよりも、列全体が動いてしまうと予想される。
しかし、中間の金属球は静止したままのように見える。実際に、中間の球を指で挟んで持っていても、この装置は動き続ける。これも、直感に反しているように見える。止まったままで動きを伝えているからである。
実際には、最初の球の衝突が衝撃を生みだし、その衝撃が中間の球を伝わっていくのである。バスに並んだ人の列と違って、鉄のような固い物質は、衝撃力の伝達に優れているのである。
この衝撃波は、物質の中を音速で伝わっていく。鉄の中での音速（約4699 m/s）は空気中（約343 m/s）よりずっと速く、数センチメートルほどの短い距離を伝わる時間は人間には捉えられないほど短い。これは、金属球の中を物理的な歪みとして伝わっていく衝撃波についても言える。
理想的な世界では、この動きは永遠に続くが、現実には撃力を100パーセント伝達できない。そのため、金属球のエネルギーは、吊るされた紐、空気抵抗あるいは音といった形で失われる（金属球のカチカチという音は、運動エネルギーが音のエネルギーとして失われている証拠）。振動が終わりに近付くと、中間の球も少しだけ揺れる。
もっと興味深いことが、複数の球を最初に衝突させたときに起きる。5つの球を持つゆりかごで考える。2つの球で始めたときには、反対側の2つの球が対称に飛び上がって往復する。運動量保存則を満たしていても、反対側の1つの球が倍の速度で飛び上がるとか、4つの球が半分の速度で上がるといったことは起きない。これは、対称な動きだけが運動量と運動エネルギーの両方を同一にするからである。
もっと多くの、半分以上の球を最初に衝突させたとき（たとえば5つ中の3つをぶつけたとき）には、真ん中の球は、振動の中断や再開なしにそのまま動きつづける。

## 物理の詳細
運動量保存則と力学的エネルギー保存則から金属球の運動が求められるのは、金属球が2個の場合のみである。もし金属球がr個あるならば、初期状態から算出されるべき未知の速度も当然ながらr個あることになるからである。さらに、観測結果には、衝撃波が紐を伝って消失することなしに隣の球へ伝播されなければならないという条件も付け加わる。
この装置によって示された原理、2つの物体間の衝突についての法則は、17世紀フランスの物理学者、エドム・マリオットによって証明された。ニュートンはその著書『プリンキピア』において、マリオットの功績に謝辞を呈している。

## 応用
主として、物理の実験などの教育用途に用いられるが、インテリアとしても使用されることがある。

## 発明と設計

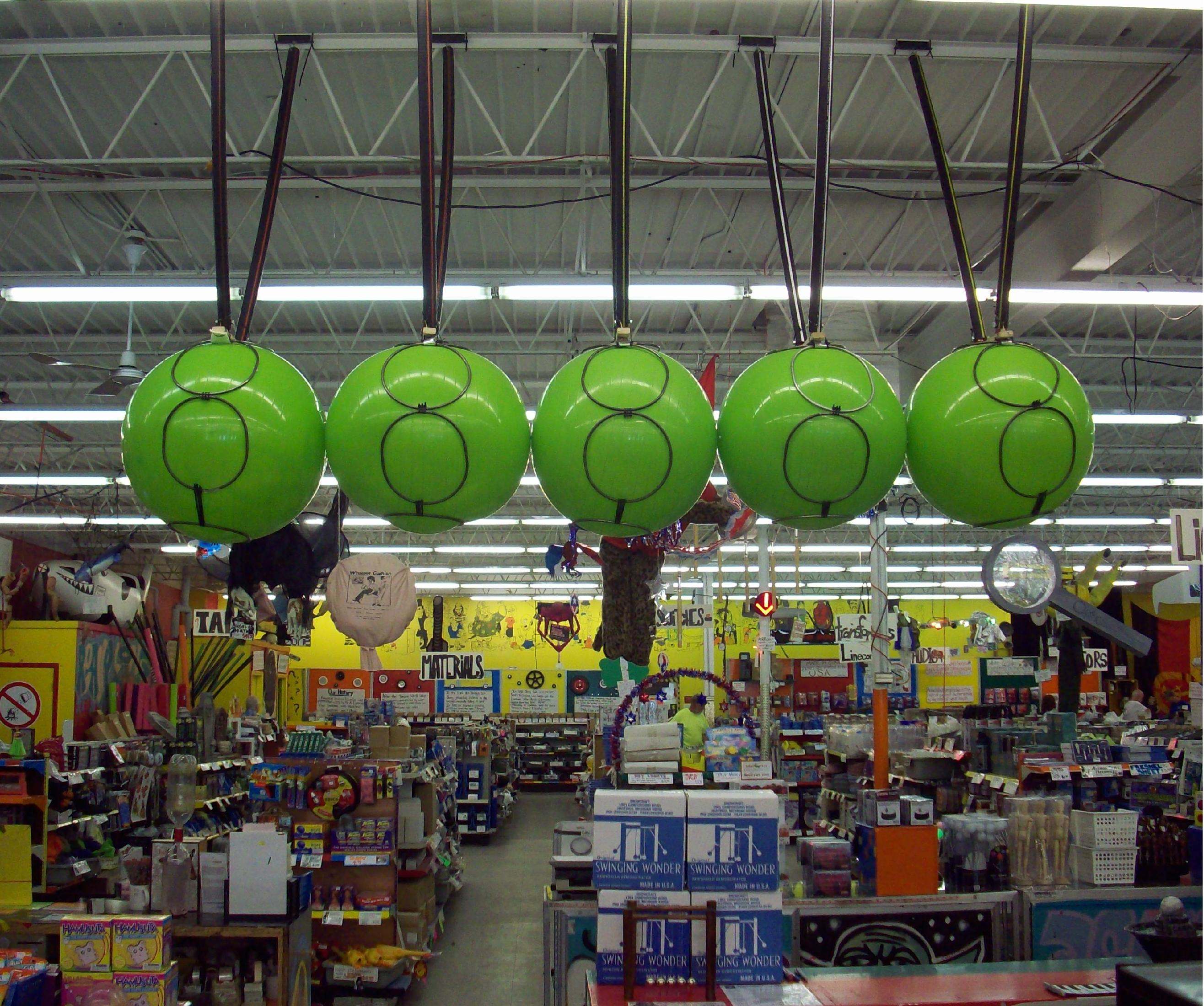
en:American Science and Surplusにある巨大なニュートンのゆりかご

近代的なニュートンのゆりかごの発明者については長く混乱があった。ニュートンのゆりかごを初めて名付け、定番の置き物として製作したのは、なんの証拠もなく、カナダの無名の設計者だと考えられていた。しかし1967年、英国人の俳優サイモン・プレブル（Simon Prebble）が、（今では一般的となった）ニュートンのゆりかごという名前を考案し、自身の会社で作られた木製の装置に対してそう命名した。最初、理解のない販売者からの抵抗があったものの、プレブルと彼の会社はロンドンのハロッズでニュートンのゆりかごの販売を始め、今につづく置物のマーケットを作りだした。
世界最大のニュートンのゆりかごはクリス・ボーデンによって作られ、アメリカ・ミシガン州のカラマズーにあるギーク集団が所有している。これは公開されており、科学と技術のデモのために使われている。このゆりかごは20個のボウリングの球からできていて、1つの重さは6.8kgで、天井の金属でできた枠から太い綱で吊るされている。この綱は6.1mもの長さがあり、この綱によって球は地上からおよそ1mの高さに吊られている。
また、衝突球が世界最大の大きさのゆりかごは、ウィスコンシン州のミルウォーキーにある小売店、American Science and Surplusに展示されている。それぞれの球の直径は26インチ (66cm) で、鉄の輪によって吊るされている。